# Nagy Árpád (zeneszerző)
Nagy Árpád ( Budapest, 1953. május 18. –) magyar zeneszerző, karmester.

## Élete
1978-ban a Liszt Ferenc Zeneművészeti Főiskola karvezető és középiskolai énektanári szakán, majd 1982-ben a Zeneakadémia zeneszerzés szakán végzett Sugár Rezső és Petrovics Emil tanítványaként.
1979-től két éven át a Budapesti Művelődési Központ Módszertani és Szakfelügyelői Kabinetjének zenei főmunkatársa, s ez időben tagja volt a Kórusok Országos Tanácsa elnökségének is. 1981-től 1985-ig a Budapesti Gyermekszínház karmestere és zenei vezetője, majd 1985-től öt éven át a Nemzeti Színház, zenei vezetője. 1990-től a veszprémi Petőfi Színház zenei vezetője, majd 1992-től a kecskeméti Katona József Színház karmestere.
Színházi munkái mellett számtalan film és a Magyar Rádió zenei felvételeinek karmestere és zeneszerzője.
Szinte folyamatosan tanított. Először a Nemzeti Színház Stúdiójában, majd a Színház-és Filmművészeti Főiskolán.
1996–2017 között a Tiszavölgyi István alapításában működő 8 osztályos békásmegyeri Veres Péter Gimnázium ének-zene tanára.
Jelenleg az Orchestra Simfonica di Stato Ungherese karnagya, s elsősorban a Baletto Del Sud társulat előadásait kíséri zenekarával.

### A családja
Felesége Nemessányi Éva, az Újszínház korrepetitora és a DeákDiák Általános Iskola tanára, a Tomkins Énekegyüttes alapító tagja. Gyermekeik: Orsolya, és Bertalan.

## Zeneszerzői munkái
- Óz, a nagy varázsló (G. Dénes György szövegíróval közösen)
- Karnyóné szerelme (Csokonai Vitéz Mihály színművének dalai)
- Koldus és királyfi (musical Kormos István dalszövegeinek felhasználásával)
- Shakespeare: A velencei kalmár
- G. B. Shaw: Tanner John házassága
- Móricz Zsigmond: Légy jó mindhalálig (a színműhöz kísérőzenét komponált)
- Óceán (rockopera Ivánka Csaba szerzőtársaként írt Magellán story)